# صالح بن رشيد العليقي
صالح بن رشيد العليقي (حوالي 1936م - 2011م)،  أكاديمي سعودي من مدينة حائل ومن أوائل أهل المنطقة الذين حصلوا على شهادات عليا. حرص على التعليم في تلك الفترة المتقدمة من عقد الستينات الميلادي. نال تعليمه في الجامعة الأميركية في بيروت، وتخصص في الرياضيات الحديثة بجامعة تكساس في أوستن بالولايات المتحدة الأمريكية.
خدم بلاده في المدارس والأوساط التعليمية، وفي الولايات المتحدة الأمريكية ولبنان والإمارات العربية المتحدة.

## تقاعده ووفاته
تقاعد من عمله بالتربية والتعليم عام 1996م، وبعد معاناة مع المرض توفي في يوم السبت 15 محرم 1433هـ الموافق 10 ديسمبر 2011م، بمستشفى القوات المسلحة بالرياض عن عمر 75 عاماً ودُفن في حائل.
قالت عنه جريدة الجزيرة في عددها 14319 يوم الإثنين 12 من ديسمبر عام 2011 م الموافق 17 محرم 1433هـ بأنه أحد رواد التربية والتعليم بالمنطقة.